# Diabrotica fallaciosa
Diabrotica fallaciosa es una especie de insecto coleóptero de la familia Chrysomelidae. Fue descrita en 1921 por Weise.